# آيت داود (تنزرت)
آيت داود هو دُوَّار يقع بجماعة تينزرت، إقليم تارودانت، جهة سوس ماسة في المملكة المغربية. ينتمي الدوّار لمشيخة تنزرت التي تضم 20 دواوير. يقدر عدد سكانه بـ 609 نسمة حسب الإحصاء الرسمي للسكان والسكنى لسنة 2004.

## وصلات خارجية
- البوابة الوطنية للجماعات الترابية
- المندوبية السامية للتخطيط